# Auguste Marie Henri Picot de Dampierre

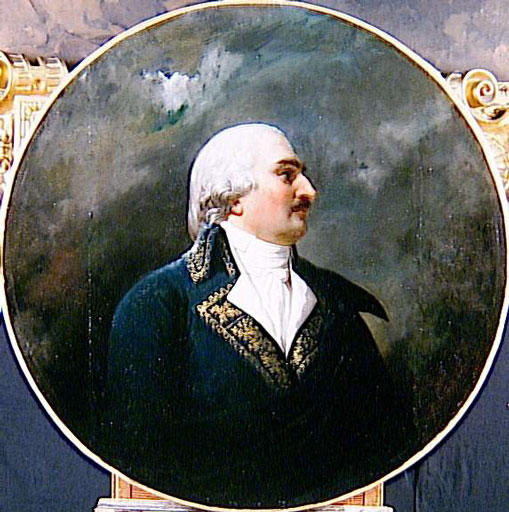
General de Dampierre

Auguste Marie Henri Picot de Dampierre, född 19 augusti 1756, död 9 maj 1793, var en fransk markis och militär.
Dampierre var redan före franska revolutionens utbrott officer, blev 1792 generalmajor och bidrog väsentligt till segern i slaget vid Jemappes samma år. Vid Charles François Dumouriez avfall blev Dampierre överbefälhavare men stupade vid ett försök att undsätta det belägrade Condé.